# Tachina reclusa
Tachina reclusa là một loài ruồi trong họ Tachinidae.